# رون يخطئ
رون يخطئ (بالإنجليزية: ron's gone wrong)‏ هو فيلم رسوم متحركة كوميدي وخيال علمي صدر عام 2021، من إخراج سارة سميث وجان فيليب فاين (في أول تجربة إخراجية له) وكتابة كل من بيتر باينهام وسميث. يؤدي جاك ديلان غرازر صوت الشخصية الرئيسية "بارني"، وهو طالب في المرحلة الإعدادية يعاني من الخجل الاجتماعي، ويُصادق روبوتًا معيبًا يُدعى "رون"، والذي يؤدي صوته زاك غاليفياناكيس. تدور أحداث الفيلم حول محاولات بارني لحماية رون، الذي يُصبح مهددًا من قِبل موظفي الشركة المُصنِّعة له. يشارك في الأداء الصوتي أيضا كلٌ من إد هيلمز، وجاستس سميث، وروب ديلاني، وكايلي كانترال (في أول ظهور سينمائي لها)، وريكاردو هورتادو، وأوليفيا كولمان.
يُعد الفيلم أول عمل روائي طويل من إنتاج شركة "لوكسميث أنيميشن"، فيما تولت شركة "دي إن إي جي أنيميشن" تنفيذ الرسوم المتحركة. وقد جرى إنتاج الفيلم، بما في ذلك التسجيل الصوتي، عن بُعد خلال جائحة كوفيد-19.
عُرض الفيلم لأول مرة عالميًا في 9 أكتوبر 2021 ضمن فعاليات مهرجان لندن السينمائي التابع لمعهد الفيلم البريطاني، ثم طُرح في دور العرض في المملكة المتحدة في 15 أكتوبر 2021، وفي الولايات المتحدة في 22 أكتوبر 2021، من قِبل استوديوهات القرن العشرين. ويُعد أول فيلم رسوم متحركة طويل يُعرض تحت الاسم الجديد للاستوديو بعد استحواذ شركة ديزني على "فوكس للقرن العشرين". بلغت إيرادات الفيلم عالميًا نحو 60.7 مليون دولار، وتلقّى مراجعات نقدية إيجابية من قِبل النقاد.

## القصة
في بلدة "نونسوتش" بولاية كاليفورنيا، تكشف شركة "ببل" العملاقة للتكنولوجيا عن أحدث اختراعاتها: روبوت الفقاعات أو "بي بوت"، الذي صمّمه الرئيس التنفيذي للشركة، مارك وايدل، بهدف تكوين الصداقات باستخدام خوارزمية ذكية. في الوقت ذاته، يعيش بارني بودوفسكي، طالب في المرحلة الإعدادية فقد والدته، ويُعدّ الطفل الوحيد في صفه الذي لا يمتلك روبوتًا من هذا النوع. في عيد ميلاده، يدرك والده غراهام وجدته البلغارية دونكا أن بارني يشعر بالوحدة، فيذهبان لشراء روبوت، لكن متجر "ببل" يكون قد أغلق، فيحصلان على روبوت تالف سقط من شاحنة توصيل.
يتلقى بارني الروبوت كهدية متأخرة، لكنه يكتشف أنه معيب وغير مبرمج بشكل صحيح. بعد محاولة فاشلة لإعادته إلى المتجر، يتعرض بارني للسخرية من زملائه، إلا أن الروبوت المعطوب (الذي أطلق عليه بارني اسم رون) يُظهر سلوكًا غير اعتيادي بعد تعطيل وظائف الأمان، ويهرب مع بارني. تُحاول الشركة استرجاع رون لتفكيكه، لكن بارني ينقذه سرًا ويمنحه هوية خاصة مستوحاة من رقم طرازه: "R0NB1NT5CAT5CO".
فيما يحتفل مارك بتصرفات رون غير المتوقعة، يرى شريكه التنفيذي أندرو موريس أن هذا الخلل يهدد سمعة الشركة، ويأمر بتدميره. يعلّم بارني رون كيف يكون صديقًا حقيقيًا، ويلتقيان لاحقًا بسافانا، التي تنشر مقطعًا لرون على الإنترنت، ما يدفع "ببل" إلى التحرك ضده. يحاول رون مساعدة بارني في تكوين صداقات، لكنه يتسبب في فوضى بالمدرسة، ويؤدي تصرفه إلى فضيحة تُهين سافانا. في وقت لاحق، يُفصل بارني من المدرسة ويوبّخ رون، قبل أن يدرك أنه كان يحاول مساعدته فقط، فيفرّ معه للاختباء.
يلاحقهما موظفو الشركة، ويقضيان ليلة في الغابة قبل أن تنفد بطارية رون أثناء عاصفة، ويصاب بارني بنوبة ربو. يختار أندرو إيقاف روبوتات بي بدلًا من إنقاذ بارني، لكن رون يضحي بنفسه لإعادته إلى المدينة، حيث يساعده زملاؤه السابقون. يُنقل بارني إلى المستشفى ويتعافى، لكنه يرفض نسخة مُعدّلة من رون. ومع منع مارك من الوصول إلى بيانات السحابة الإلكترونية، يتسلل بارني وفريقه إلى مقر "ببل" ويستعيدون الشفرة الأصلية لرون.
يُقرر بارني التضحية برون عبر تحميل برمجته إلى كل روبوتات بي، مما يمنحها قدرته على التفكير الحر، ويُغيّر آلية تكوين الصداقات. يبتز مارك شريكه أندرو لاستعادة منصبه بعد تسجيله وهو يعترف بأن الشركة تتجسس على المستخدمين. في نهاية الفيلم، يصبح لكل شخص روبوت بي بمعايب شخصية، ما يمنحهم تجارب أكثر إنسانية. بارني، الذي عاد إلى المدرسة، يصبح اجتماعيًا أكثر، وتتحسن علاقته بأصدقائه. يُلمّح ظهور وجه رون في برج "ببل" إلى احتمال نجاته ببرمجته الأصلية.

## الشخصيات
- جاك ديلان غرازر في دور بارني بودوفسكي: طالب في المرحلة الإعدادية يعاني من الخجل الاجتماعي ويعيش في عزلة، ويُطوّر لاحقًا صداقة مع زميلته سافانا.
- زاك جاليفياناكيس في دور رون: روبوت بارني المعطل.
- إد هيلمز في دور جراهام: والد بارني.
- أوليفيا كولمان في دور دونكا: جدة بارني من أبيه.
- روب ديلاني في دور أندرو: مدير العمليات في شركة بابل.
- جاستس سميث في دور مارك: مبتكر "البي بوت" والرئيس التنفيذي لشركة بابل .
- كايلي كانترال في دور سافانا ميدز: زميلة بارني في الفصل ومدوّنة فيديو طموحة تسعى للشهرة على وسائل التواصل الاجتماعي.
- ريكاردو هورتادو في دور ريتش بيلشر: زميل بارني في الصف، يميل إلى مضايقة الآخرين باستمرار على أمل أن يحقق شهرة على الإنترنت.
- كولين مكارثي بدور نوح: زميل بارني الذي يحب ألعاب الفيديو.
- آفا مورس بدور آفا: زميلة بارني التي تحب العلوم.
- ماركوس سكريبنر بدور أليكس: أحد أصدقاء ريتش.
- توماس باربوسكا بدور جايدن: أحد أصدقاء ريتش.
- ليام باين بدور "بي بوت" لم يُذكر اسمه، يظهر في مشهد قصير يتعرض فيه للركل من قبل أندرو.
- روبي ماكس في دور السيدة هارتلي: معلمة بارني التي تحاول مساعدته في تكوين صداقات.

- سارة ميلر في دور بري: مديرة متجر شركة بابل.
- كروبا باتاني في دور سيتا: زميلة أندرو موريس في العمل.
- ميغان مازكو في دور الآنسة توماس: معلمة بارني في المدرسة الإعدادية.
- أودري هسيه في دور هاربر: صديقة سافانا المُقرّبة.
- بنتلي كالو في دور ضابط شرطة لم يُذكر اسمه، يظهر في أحد مشاهد المطاردة.
- جون ماكميلان وبرينت مونتريغو في دوري "بابل تيكس": تقنيان يعملان في صيانة روبوتات "بي بوت".
- ديفيد مينكين في دورين: شاين راكب دراجة نارية، السيد كليفر مدرب بارني الصارم في المدرسة.
- إيارا نيميروفسكي في دور إيلي: إحدى الطالبات في مدرسة بارني.

## شباك التذاكر
حقق الفيلم 23 مليون دولار في الولايات المتحدة وكندا، و37.7 مليون دولار في مناطق أخرى، ليصل إجمالي إيراداته العالمية إلى 60.7 مليون دولار. عُرض الفيلم في الولايات المتحدة وكندا بالتزامن مع فيلم "الكثيب"، وكان من المتوقع أن يحقق حوالي 10 ملايين دولار من 3065 دار عرض في عطلة نهاية الأسبوع الافتتاحية. حقق الفيلم 2.3 مليون دولار في يومه الأول، منها 260 ألف دولار من عروض الخميس. ثم حل خامسًا بإيرادات 7.3 مليون دولار. وفي عطلة نهاية الأسبوع الثانية، انخفض بنسبة 48%، وحقق 3.7 مليون دولار.

## الاستقبال النقدي
حظي الفيلم بمراجعات إيجابية عمومًا من النقاد. على موقع "روتن توميتوز" لتجميع المراجعات، حصل الفيلم على نسبة موافقة 82% بناءً على 103 مراجعات، بمتوسط تقييم 6.7/10. وجاء في إجماع النقاد على الموقع: "إنه ليس أول فيلم رسوم متحركة يواجه الزحف التكنولوجي، ولكن من حيث تحقيق التوازن الترفيهي بين الفكاهة والعاطفة، فإن فيلم "رون المعطل" يُحقق ذلك تمامًا." على موقع ميتاكريتيك، حصل الفيلم على 65 من 100 بناءً على 23 ناقدًا، مما يشير إلى "مراجعات إيجابية بشكل عام". وقد منح الجمهور الذي استطلعت آراءه سينما سكور الفيلم متوسط تقييم "A" على مقياس من A+ إلى F.

## روابط خارجية
- رون يخطئ على موقع IMDb (الإنجليزية)
- رون يخطئ على موقع ميتاكريتيك (الإنجليزية)
- رون يخطئ على موقع روتن توميتوز (الإنجليزية)
- رون يخطئ على موقع ألو سيني (الفرنسية)
- رون يخطئ على موقع أول موفي (الإنجليزية)
- رون يخطئ على موقع فيلمافينيتي (الإسبانية)
- رون يخطئ على موقع قاعدة بيانات الأفلام السويدية (السويدية)
- رون يخطئ على موقع قاعدة بيانات الفيلم (الإنجليزية)
- رون يخطئ على موقع ليتربوكسد (الإنجليزية)
- رون يخطئ على موقع كينوبويسك (الروسية)